# Чочо (мова)
Чочо (чочольтек) – одна з індіанських мов Мексики, належить до пополокської групи отомангейської мовної родини. Поширена в муніципалітетах: Санта-Маріа-Натівітас, Сан-Хуан-Баутіста-Коїкстлатуака і Сан-Мігель-Туланкінго штату Оахака. Число носіїв – близько 770 осіб (на 1998 рік).
Є тональною мовою: розрізняють низький, середній і високий тони. 

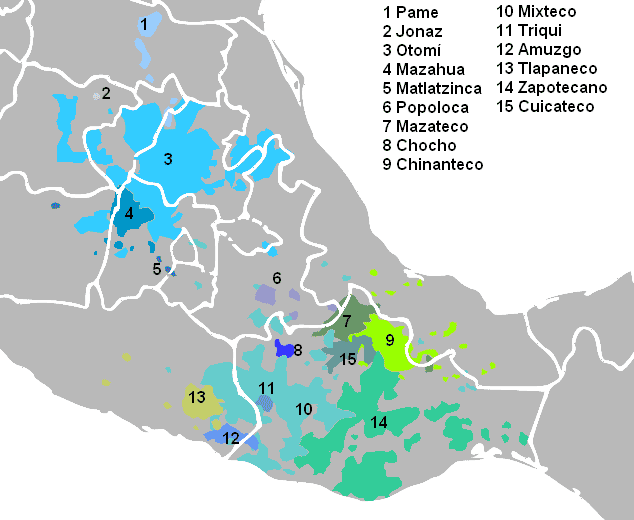
Поширення чочо (8) та інших отомангейських мов